# Ryoya Iizumi
Ryoya Iizumi (飯泉 涼矢 Iizumi Ryoya?), född 28 december 1995 i Tokyo prefektur, är en japansk fotbollsspelare.
Iizumi började sin karriär 2018 i FC Imabari.